# Pi de la Travessera
El Pi de la Travessera és un arbre centenari situat a la Travessera de les Corts, entre els carrers de Numància i del Vallespir de Barcelona, declarat arbre d'interès local i inclòs a l'inventari de Petits paisatges de Barcelona. És un Pinus pinea, en català pi pinyer, de més de 100 anys, de 14 metres d'alçada.
L'arbre formava part de la finca Can Gasparó, i el 1926 el seu propietari, Antoni Cuyàs, conseller de l'Ajuntament de Barcelona, va cedir la masia i els jardins que l'envoltaven per a construir l'escola Duran i Bas. Els aficionats del Barça, en temps del vell camp de futbol de les Corts, es congregaven sota l'ombra d'aquest imponent pi pinyer per celebrar les victòries del seu equip, molt abans que es popularitzés la festa a la font de Canaletes. El juny de 2022 s'hi va col·locar una placa, a petició de la Penya Blaugrana de les Corts, per a recordar la importància d'aquest arbre.